# Juan Soler (Uruguay)
Juan Soler es una localidad uruguaya del departamento de San José.

## Geografía
La localidad se ubica en el centro del departamento de San José, sobre la cuchilla de San José, junto a la ruta 11 en su km 39, empalme con la ruta 23 y 10 km al oeste de la capital departamental San José.

## Historia
En sus orígenes la localidad se denominó «Bifurcación». Posteriormente por Ley 13.520
del 19 de octubre de 1966, fue elevada a la categoría de pueblo y renombrada como Juan Soler al igual que la estación de ferrocarril del lugar. 
Actualmente en el pueblo cuenta con dos planes de Mevir, 2 plazas una escuela y una policlínica.

## Población
Según el censo del año 2011 la localidad contaba con una población de 343 habitantes.
| 167           | 242 | 240 | 233 | 333 | 343 |
| (Fuente: INE) |     |     |     |     |     |